# Bieberbach (Kauerbach)
Der Bieberbach ist der etwa 11 km lange, linke und zuletzt nordöstliche Oberlauf des Kauerbachs im Rhein-Hunsrück-Kreis in Rheinland-Pfalz.

## Geographie
Der Bieberbach entspringt in etwa 490 m ü. NHN im Hunsrück in einem Waldgebiet (Faas) nordwestlich von Wüschheim und fließt zunächst lange südostwärts. Bei Nannhausen kehrt er sich für ein kürzeres Laufstück nach Südwesten und fließt dann beim Bahnhof Unzenberg mit dem rechten Heinzenbach zum Kauerbach zusammen.
Das Einzugsgebiet des Bieberbachs ist langgezogen, weil er nur vergleichsweise kurze Zuflüsse hat. Die bedeutendsten, der Altbach bei Wüschheim, der Neustgewanngraben nach Fronhofen und der Possbach bei Nannhausen, erreichen ihn alle von rechts, sind nicht über 1,2 km lang und tragen Teileinzugsgebiete von allenfalls 1,0 km² bei.
Der Bieberbach durchfließt die Gemarkungen der Ortsgemeinden Wüschheim, Reich, Biebern, Fronhofen und Nannhausen, deren namengebende Orte alle am Lauf liegen. Zuletzt berührt er noch die Gemarkung der Ortsgemeinde Unzenberg, deren Ort am Heinzenbach liegt.
Ein Teilstück des Biebertaler-Rundweges führt parallel am Bieberbach entlang.

## Flora und Fauna
Der Bieberbach fließt durch extensive genutzten Talwiesen, am Ufer stehen vor allem Weiden und Erlen, die heute kaum noch wirtschaftlich genutzt werden.
Graureiher und Stockenten sind die häufigsten Wasservögel im Bachtal.

## Talnamen
Das Tal des Oberlaufs zwischen Wüschheim und Nannhausen wird Biebertal genannt.
Bis in die heutige Zeit hat sich auch der mundartliche Begriff Bääsemdaal für das Biebertal gehalten.